# Реактор с органическим теплоносителем
Реа́ктор с органи́ческим теплоноси́телем — ядерный реактор, использующий в качестве теплоносителя органические жидкости (газойль, дифенильная смесь и пр.), имеющие хорошие замедляющие свойства и высокую температуру кипения при атмосферном давлении. 

## Преимущества
- Низкое давление в первичном контуре существенно упрощает конструкцию реактора. Так, для примерно равных параметров пара во вторичном контуре (р = 30 атм) давление в реакторе с органическим теплоносителем может составлять порядка 2-3 атм (когда используется вода, реактор должен находиться под давлением ~ 160 атм).
- Из-за химической инертности органических жидкостей к металлам упрощается проблема подбора покрытий для тепловыделяющих элементов. В реакторе с органическим теплоносителем тепловыделяющие элементы имеют алюминиевые покрытия с максимально допустимой температурой на их поверхности 400 °C. При той же температуре и водной среде тепловыделяющие элементы необходимо покрывать цирконием, так как алюминиевые покрытия при охлаждении водой могут использоваться до температуры на поверхности элементов не свыше 300 °C.

## Недостатки
- Температура плавления рекомендуемых в настоящее время органических теплоносителей выше температуры окружающей среды. Это вынуждает снабжать коммуникационные линии и оборудование специальными подогревательными устройствами.
- Термическая и радиационная нестойкость. При высокой температуре и под действием излучения органические жидкости распадаются или образуют более сложные вязкие органические соединения. Для очистки органической жидкости от примесей в первый контур должны входить очистительные устройства, что усложняет энергетическую установку. Поэтому органические жидкости пока ещё редко используются в реакторостроении.

## Используемые вещества
Ароматические вещества имеют более высокую сопротивляемость к радиационным воздействиям, чем алифатические. Из числа опробованных органических жидкостей наиболее стабильными в условиях повышенных температур и радиоактивного облучения оказались некоторые из полифенилов. В таблице приведены свойства органических жидкостей, рекомендованных для использования в реакторной технике.
|                                                                | Дифенил C6H5—C6H5 | Смесь изомеров трифенила | Трифенил | Трифенил | Трифенил |
| o                                                              | Дифенил C6H5—C6H5 | Смесь изомеров трифенила | m        | p        |          |
| -------------------------------------------------------------- | ----------------- | ------------------------ | -------- | -------- | -------- |
| Температура плавления, °C                                      | 69                | 60—145                   | 50—55    | 78—85    | 200—215  |
| Температура кипения, °C                                        | 255               | 364—418                  | 330—341  | 368—378  | 381—388  |
| Давление паров при 325 °C, ата                                 | 3,7               | 0,4                      | 0,8      | 0,4      | 0,3      |
| Давление паров при 425 °C, ата                                 | 15                | 2,0                      | 3,4      | 2,0      | 1,5      |
| Относительная стоимость                                        | 0,33              | 0,37                     | 1,98     | 3,05     | 1,98     |
| Скорость полимеризации при 225 °C, кг/кВт·ч (тепловая энергия) | 0,27              | 0,23                     | 0,27     | 0,23     | 0,16     |

## Перспективы
Из-за перечисленных недостатков, на практике такие реакторы никогда не применялись. В 1960-е в СССР и в США было создано несколько экспериментальных конструкций, тогда же органические теплоносители испытывались в специальных каналах реакторов ВВЭР и МИР-М1 (петля ПО-1в реакторе МИР-М1  работала до конца 80-х годов). Существовал также проект мобильного реактора «Арбус» небольшой мощности, который мог монтироваться на новой площадке за 2—3 месяца. Впоследствии реконструирован в атомную станцию теплоснабжения АСТ-1 (до 5 МВт). В качестве теплоносителя использовался дитолилметан. Остановлен в 1988 году и сейчас выведен из эксплуатации. Снято все оборудование, демонтирована активная зона. Само здание используется для других нужд.  Проект себя не оправдал из-за малого срока работы до перезагрузки (не более 6 месяцев), что недостаточно для отопительного периода. Проблема заключается в закоксовывании ТВЭЛов продуктами органики. Никакими способами, кроме перегонки,  не удалось добиться очистки теплоносителя. В петле ПО-1 достигнута работа больше года, но там теплоноситель полностью менялся каждые 1-2 месяца, что совершенно неприемлемо для промышленного реактора. Очень пожароопасен и токсичен с химической точки зрения. Реакторы МИР-М1 и демонтированный реактор АСТ-1 находятся в г. Димитровград (НИИАР)